# Друга коалиција
Друга коалиција представља други покушај европских монархија на челу са Руском империјом и Аустријским царством да елиминишу револуционарну Француску. Коалиција је формирана крајем 1798. године, а сачињавале су је следеће монархије: Уједињено Краљевство, Руска империја, Аустријско и Свето римско царство, Португал, Напуљ, Малта, Османско царство, док Пруска није приступила коалицији, а Шпанија је стала на страну Француске. Рат се завршио победом Француске републике, првенствено због разлике у стратегији између три главне савезничке силе.
Општи циљ Британије и Русије био је да обуздају експанзију Француске Републике и да обнове монархију у Француској, док је Аустрија ослабљена и у великим финансијским дуговањима од рата Прве коалиције настојала да поврати своју позицију и изађе из рата јача него што је била кад је ушла у рат.

## Увод
Потписивањем Кампоформијског мира (17. октобар 1797) Аустрија излази из рата са Француском. Тако се распала прва коалиција европских монархија иако је Енглеска и даље остала у рату. У лето 1798. године, Наполеон Бонапарта креће у поход на Египат (територију Османског царства). Страхујући од наглог јачања Француске која би, освојивши Египат, задала Енглеској ударац по њеним комуникацијама са Индијом, Енглеска стаје на страну турског султана и шаље му војну помоћ. У бици код Абукира (1. август 1798) Енглези уништавају француску флоту. Тако је Бонапартина војска одсечена од Француске.
Крајем 1798. године Енглеској је пошло за руком да организује против Француске нову коалицију у коју улазе већина тадашњих енропских сила. Као што се види из писма цара Павла I генералу Римском - Корсакову, коалиција је поставила себи за циљ да ликвидира сва француска освојења и да у Француској успостави монархију Бурбона.

## Ратне операције
Ратне операције отпочеле су у марту 1799. године истовремено у западној Немачкој, Швајцарској и горњој Италији. Генерал Журдан, који је 1. марта прешао Рајну, већ после неколико дана потучен је од стране Аустријанаца и приморан на повлачење. Под притиском Аустријанаца повлаче се и Французи из Италије. Њихов положај још се више погоршао доласком у Италију великог руског војсковође, генерала Суворова. Он им наноси велики пораз код Касина (28. април) и већ наредног дана улази у Милано. После мање од месец дана кампање, Суворов је готово целу горњу Италију почистио од француских трупа. 26. маја Суворов је заузео Турин, а 19. јуна, после тродневне битке код Требија, аустријско-руске трупе приморале су Французе на повлачење. У тој бици Французи су изгубили више од 15 000 војника. Поражени у бици код Новиа (15. август), Французи су приморани на повлачење преко Алпа. Руска војска приближила се границама Француске.
Неуспеси су пратили француску војску и на северу. Крајем августа искрцао се у Холандији енглески експредициони корпус. Француски генерал Брин који је тамо командовао, потучен је. Цела северна Холандија пада у енглеске руке и убрзо су они освојили целокупну холандску флоту.

## Унутрашње прилике у Француској и државни удар од 18/19. бримера
Неуспеси француске војске појачали су незадовољство због политике Директоријума. Поново је оживео демократски покрет. 6. јула 1799. године обновио је своју делатност Јакобински клуб под називом Савеза пријатеља слободе и једнакости. У њему је било око 3000 чланова. Слични клубови отворени су још у пар градова у Француској.
Напоредо са покретом демокраја почео је да јача и покрет ројалиста. У јулу 1799. Године у области Тулузе основана је „краљевска армија“ са петнаест до двадесет хиљада људи.
Дана 13. октобра 1799. године, пошто је предао команду над војском у Египту генералу Клеберу, Наполеон Бонапарта се искрцао у Француској где га је становништво свечано дочекало. Чим је стигао у Париз, почео је да припрема државни удар. Финансијери и лиферанти су му позајмили новац (банкар Коло дао му је 500 хиљада франака). До удара је дошло 18-19. бримера VIII. године револуције (9—10. новембар 1799. година). Сва власт у Француској предата је у власт тројици конзула – Бонапарти, Сијејесу и Роже Дикоу. Француска је постала конзулат, по први пут у својој историји. У историји Француске отпочео је нови период – период дуге војне диктатуре Наполеона Бонапарте.

## Наставак рата
Јачању Наполеонове диктаторске власти допринеле су и његове сјајне победе надн спољним непријатељем. У пролеће 1800. године, први конзул, прешавши са војском преко Алпа, појавио се у горњој Италији. Победа код Маренга од 14. јула довела је до потискивања Аустријанаца из Италије. После новог пораза код Хохенлиндена (3. децембар) Аустрија је принуђена да иступи из коалиције и закључи са Француском Линевилски мир (9. фебруар 1801. година) којим потврђује услове кампоформијског мира и признаје измене које је Бонапарта извршио у Италији (образовање низа држава које су биле зависне од Француске).
Руски цар Павле I је са одобравањем примио државни удар 18/19. бримера. Он повлачи своју војску из Италије и са Наполеоном ступа у преговоре о уласку у рат Русије против Енглеске. Тај договор је прекинут Павловом погибијом (23. март 1801). Још 26. децембра 1800. године Шведска, Данска и Русија образују лигу неутралних која је устала у одбрану слободе поморске трговине коју су Енглези систематски нарушавали. На то је Енглеска одговорила бомбардовањем Копенхагена и уништењем данске флоте (2. април 1801. година).

## Крај рата
Изгубивши све своје савезнике, Енглеска се почела прибојавати рата са Француском и пристаје на закључење мира. Мир је склопљен у Амијену 25. марта 1802. године, чиме је окончано британско учешће у рату. Пре тога, Француска је Париским уговором 25. јуна 1802. године окончала рат са Отоманским царством. Према одредбама Амијенског мира Египат је враћен Турској, Малта витешком реду Јовановаца, Француска је евакуисала Напуљ и Папску државу, а Велика Британија острва у средоземном мору и све заузете прекоморске територије осим Тринидада и Цејлона. Амијенским миром прећутно је призната власт Велике Британије на мору, а Француске на копну, што је крило клице нових сукоба. Овим мировним уговором је започео најдужи период мира у периоду 1792. - 1815. година.
Победоносни исход рата од 1800. године учврстио је Бонапартину власт и дефинитивно порушио наде неких ројалиста који су се заносили да ће, уз помоћ првог конзула, остварити рестаурацију Бурбона у Француској.

## Године
- Кампања 1798.
- Кампања 1799.
- Кампања 1800.
- Кампања 1801.